# Little Grand Rapids 14
Little Grand Rapids 14 är ett reservat i Kanada.   Det ligger i provinsen Manitoba, i den sydöstra delen av landet, 1 600 km väster om huvudstaden Ottawa. Little Grand Rapids 14 ligger vid sjön Family Lake.
I omgivningarna runt Little Grand Rapids 14 växer i huvudsak barrskog. Trakten runt Little Grand Rapids 14 är nära nog obefolkad, med mindre än två invånare per kvadratkilometer.